# فجر (فلم 2014)
فجر (بالإنجليزية: Dawn) هو فيلم دراما تم إنتاجه في ألمانيا وإسرائيل والمملكة المتحدة وسويسرا وصدر سنة 2014 بطولة جويل بسمان.

## القصة
في فلسطين في عام 1947، وخلال فترة الانتداب البريطاني. الصهاينة يقاتلون من أجل إقامة دولة يهودية. وقد حكم على عضو في جماعة يهودية سرية المسلح بالإعدام من قبل السلطات البريطانية. في المقابل، رفاقه خطف ضابط بريطاني. أثناء الليل كله أنهم ينتظرون معا لنتائج.

## وصلات خارجية
مقالات تستعمل روابط فنية بلا صلة مع ويكي بيانات